# Yaser Kasim
Yaser Kasim (en árabe: ياسر قاسم‎; Bagdad, Irak; 10 de mayo de 1991) es un futbolista de Irak que juega en la posición de centrocampista con el Margate FC de la Isthmian League.

## Carrera

### Club
| Periodo   | Club                            | Apariciones | Goles |
| --------- | ------------------------------- | ----------- | ----- |
| 2010–2013 | Brighton & Hove Albion FC       | 1           | 0     |
| 2012–2013 | → Luton Town FC (cedido)        | 11          | 1     |
| 2013      | → Macclesfield Town FC (cedido) | 5           | 0     |
| 2013–2017 | Swindon Town FC                 | 122         | 7     |
| 2017–2019 | Northampton Town FC             | 6           | 0     |
| 2019      | Örebro SK                       | 12          | 0     |
| 2020      | Erbil SC                        | 5           | 0     |
| 2021–2022 | Zakho FC                        | 8           | 2     |
| 2022–2023 | Welling United FC               | 9           | 1     |
| 2023      | Gloucester City AFC             | 1           | 0     |
| 2023–     | Margate FC                      | 0           | 0     |

### Selección nacional
Jugó para Irak en 21 ocasiones de 2014 a 2021 y anotó tres goles; participó en la Copa Asiática 2015.

## Estadísticas

### Goles con la selección nacional
| #  | Fecha      | Sede                                                 | Rival                           | Marcador | Resultado | Torneo                             |
| -- | ---------- | ---------------------------------------------------- | ------------------------------- | -------- | --------- | ---------------------------------- |
| 1. | 17-11-2014 | Prince Faisal bin Fahd Stadium, Riad, Arabia Saudita | Omán                            | 1–0      | 1–1       | Copa de Naciones del Golfo de 2014 |
| 2. | 12-1-2015  | Lang Park, Brisbane, Australia                       | Jordania                        | 1–0      | 1–0       | Copa Asiática 2015                 |
| 3. | 31-3-2015  | Khalid Bin Mohammed Stadium, Sharjah, UAE            | República Democrática del Congo | 1–0      | 1–0       | Amistoso                           |